# サルヴァトーレ・フェルゴーラ
サルヴァトーレ・フェルゴーラ（Salvatore Fergola、1796年4月24日 - 1874年3月7日）はイタリアの画家である。

## 略歴
ナポリで、版画家の息子に生まれた。文学や建築を学んだ後、美術の道に入った。弟のアレサンドロ (Alessandro Fergola:1812-1864) も画家になった。 
両シチリア王国の宮廷画家となったドイツ出身の画家、ヤコブ・フィリップ・ハッケルトの弟子となり、技術を学んだ。王立地図製作所 (Reale officio topografico) で学生としてしばらく働いた。風景画家としてシチリア・ブルボン朝の宮廷から毎月報酬を受けるようになった。宮廷の人々と保養地のカステッランマーレ・ディ・スタービアを訪れ、ナポリ湾の風景を描いた。
その後も王族と、ナポリ王国の景勝地やイスキア島、シチリアを訪れ、1920年からはオランダ出身でナポリ美術アカデミーの風景画の教授となったピトルー (Antonie Sminck Pitloo) の私塾で学び、ナポリ西側の海岸エリア、ポジッリポ (Posillipo) の風景を描いた「ポジッリポ派」の代表的な画家となった。
1929年に王女マリア・クリスティーナが、マドリードでスペイン王フェルナンド7世と結婚式を挙げた時、スペインに旅し、スペイン各地、パリにも数か月滞在して、新しい絵画も学んだ。
ナポリの宮廷の催事やナポリ王国での出来事を描いて人気があったが、ピトルーが亡くなった後、ナポリ美術アカデミーの風景画の教授の地位はガブリエーレ・スマルジアッシが継ぎ、フェルゴラは教授になれなかった。

## 作品

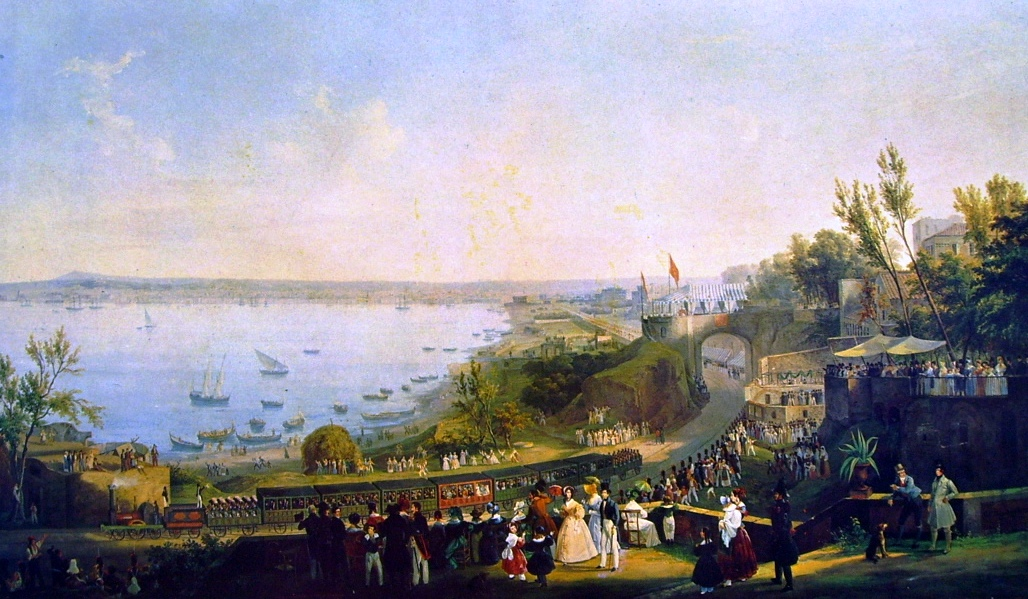
ナポリ＝ポルティチ鉄道(イタリア最初の鉄道)の開通 (1840)
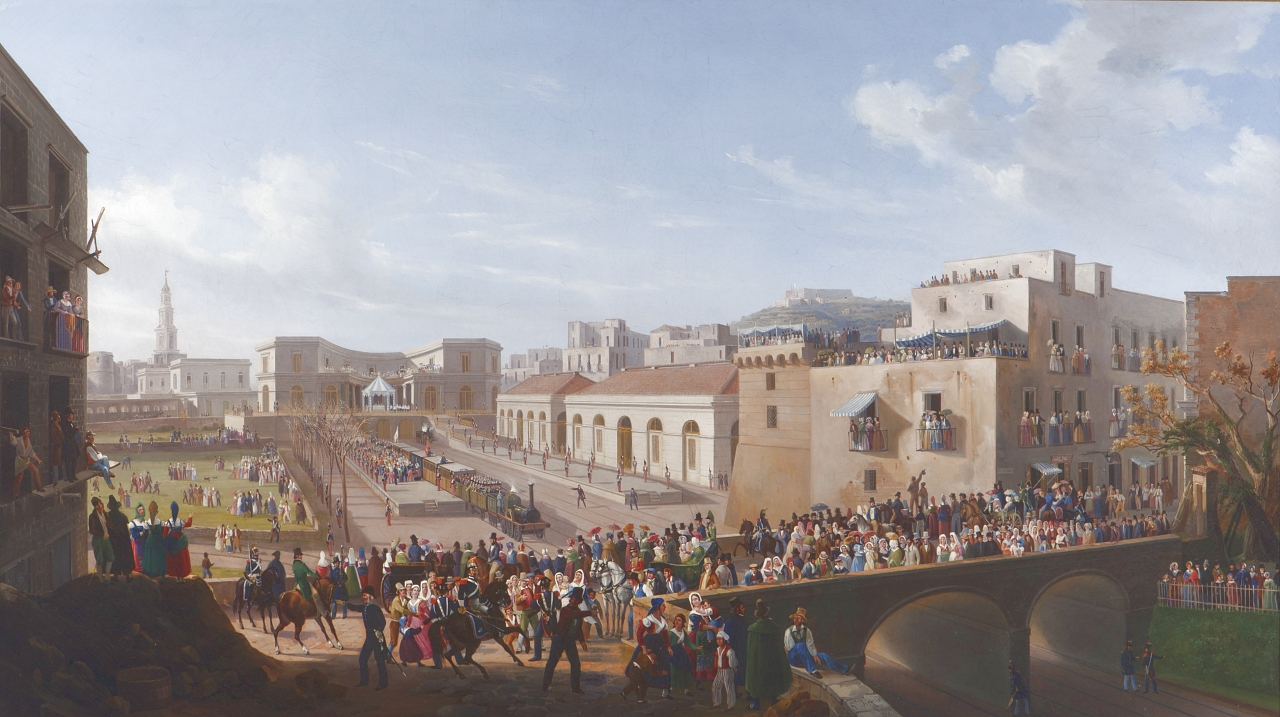
ナポリ駅を出発する列車
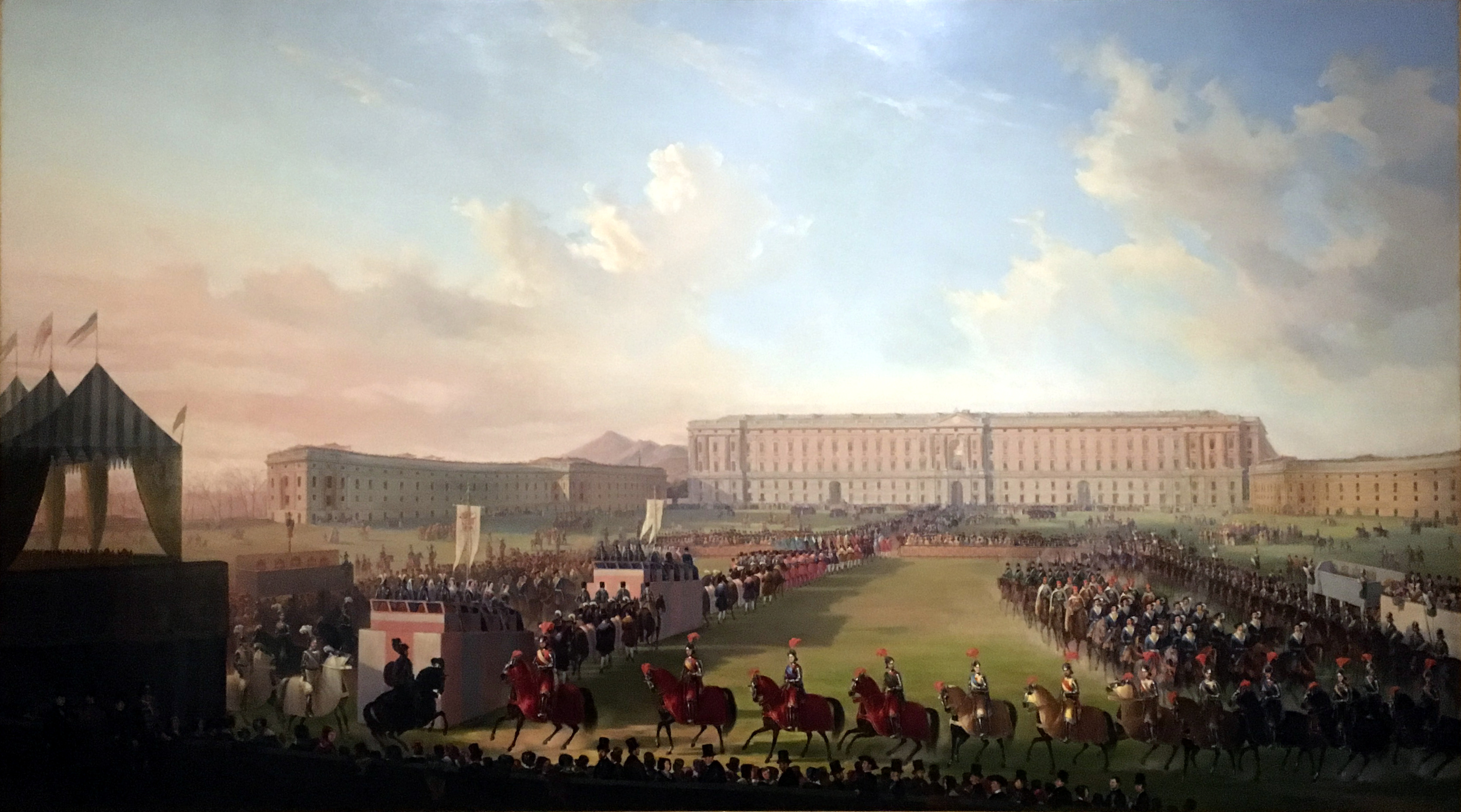
カゼルタの競技会、行進する騎士たち

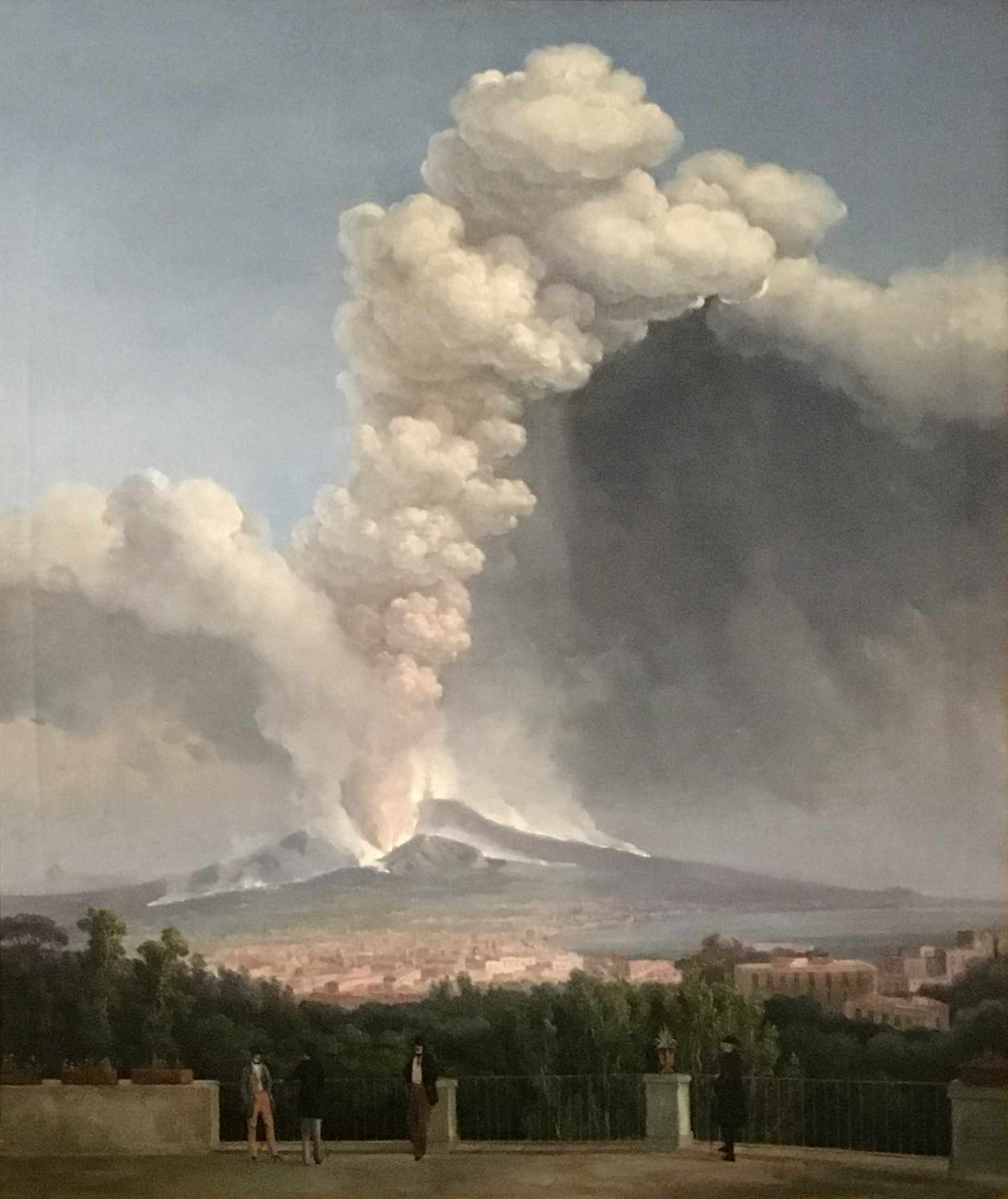
ヴェスヴィオの噴火 (1860)
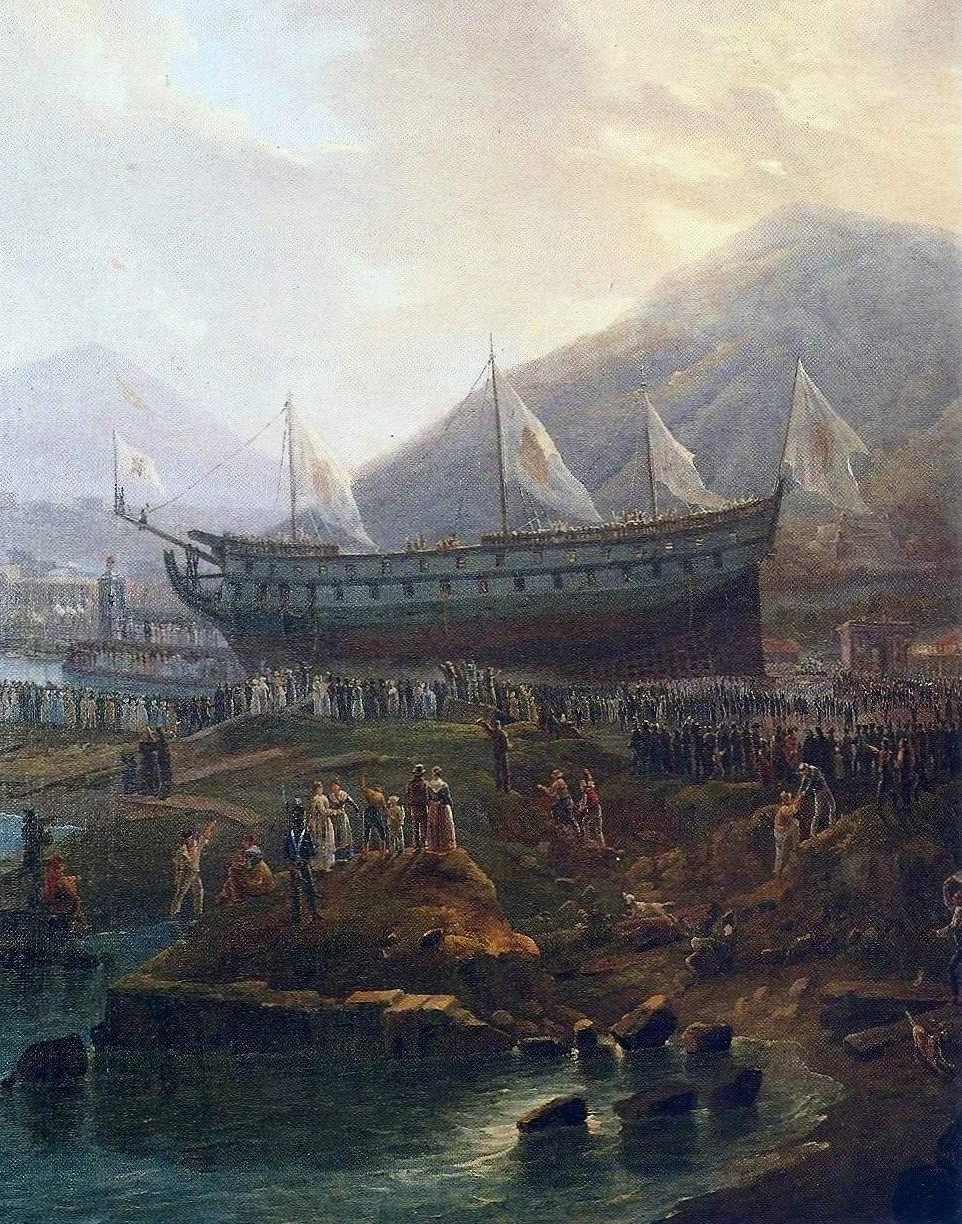
船舶
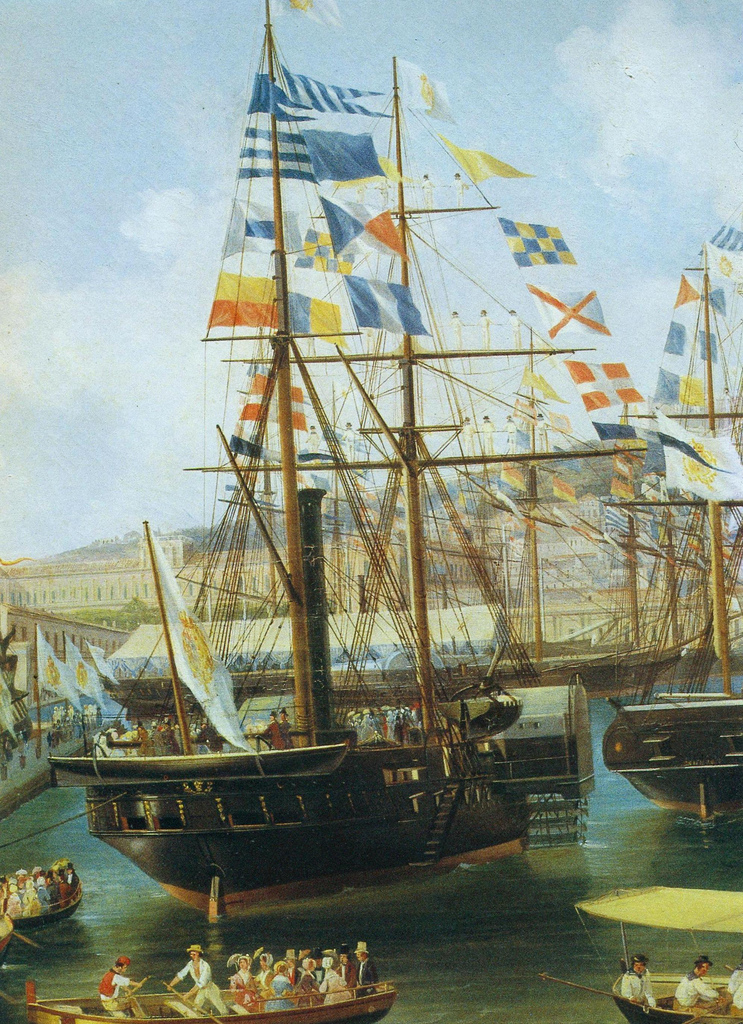
La pirofregata Ercole
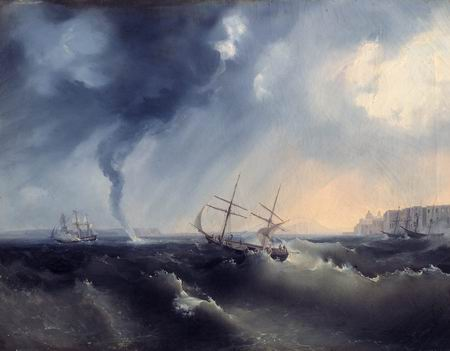
難破船